# Ambassade d'Algérie au Pakistan
L'ambassade d'Algérie au Pakistan est la représentation diplomatique de l'Algérie au Pakistan, qui se trouve à Islamabad, la capitale du pays.

## Histoire
Le Pakistan a été l’un des premiers pays à reconnaître le Gouvernement provisoire de la République algérienne en 1958. Elle a été suivie peu après par l’ouverture par l’Algérie de sa mission diplomatique à Karachi, alors la capitale du Pakistan.
L’ambassade fournit des services consulaires aux citoyens algériens au Pakistan, et facilite les relations bilatérales entre les deux pays,,. Il favorise également les relations culturelles. En 2014, l’ambassade a organisé le vote aux citoyens pour l’élection présidentielle algérienne
L’actuel ambassadeur algérien au Pakistan est Lakhal Benkelai, qui est également l’ambassadeur non résident au Bangladesh.

## Ambassadeurs d'Algérie au Pakistan
| Date de nomination | Date de nomination | Date de départ | Date de départ | Ambassadeur                |
| ------------------ | ------------------ | -------------- | -------------- | -------------------------- |
| 1961               |                    | 1962           |                | Mohamed Messaoud Kellou    |
| 1962               |                    | 1965           |                | S. Sekkioun                |
| 1965               |                    | 1971           |                | Seedi Ben Abdul Rahman     |
| 1971               |                    | 1971           |                | Ahmed Taoufik El Madani    |
| 1984               |                    | 1986           |                | Brahim Ghafa               |
| 1988               |                    | 1988           |                | Abdelhamid Senouci Bereksi |
| 1989               |                    | 1992           |                | Muhi Al-Din Amimour        |
| 2003               |                    | 2003           |                | Aissa Seredjeli            |
| 2004               |                    | 2008           |                | Nadir Larbaoui             |
| 2009               |                    | 2015           |                | Ahmed Benflis              |
| 2015               |                    | en fonction    |                | Lakhal Benkelai            |